# بودواين (أنغلزي)
بودواين (بالإنجليزية: Bodwyn)‏ هي منطقة سكنية تقع في ويلز في أنغلزي.